# Qualificazioni al Campionato caraibico di calcio 1979
Sono elencate di seguito le date e i risultati per le qualificazioni al Campionato caraibico di calcio 1979.

## Formula
17 membri CFU: il Suriname (come paese ospitante) è qualificato automaticamente alla fase finale. Rimangono 16 squadre per 3 posti disponibili per la fase finale. Le qualificazioni si dividono in tre turni:
- Primo turno: 8 squadre, giocano partite di andata e ritorno. Le vincenti accedono al secondo turno.
- Secondo turno: 12 squadre, giocano partite di andata e ritorno. Le vincenti si qualificano al terzo turno.
- Terzo turno: 6 squadre, giocano partite di andata e ritorno. Le vincenti si qualificano alla fase finale.

## Primo Turno
| 17 giugno 1979 | Guyana | – | Antille Olandesi |  |

Antille Olandesi ritirate, Guyana qualificata al secondo turno.
| 25 agosto 1979 | Guyana francese | – | Saint Lucia |  |

Saint Lucia ritirata, Guyana francese qualificata al secondo turno.
| 3 giugno 1979 | Giamaica | 2 – 1 | Saint Kitts e Nevis |  |

| 17 giugno 1979 | Saint Kitts e Nevis | 1 – 2 | Giamaica |  |

Giamaica qualificata al secondo turno.
| 16 giugno 1979 | Dominica | – | Cuba |  |

Dominica ritirata, Cuba qualificato al secondo turno.

## Secondo Turno
| 22 luglio 1979 | Grenada | 0 – 1 | Trinidad e Tobago |  |

| 4 agosto 1979 | Trinidad e Tobago | 2 – 1 | Grenada |  |

Trinidad e Tobago qualificato al terzo turno.
| 2 settembre 1979 | Guyana francese | – | Guyana |  |

Guyana ritirata, Guyana francese qualificato al secondo turno.
| 22 settembre 1979 | Haiti | 1 – 0 | Antigua e Barbuda |  |

| 15 ottobre 1979 | Antigua e Barbuda | 1 – 2 | Haiti |  |

Haiti qualificato al terzo turno.
| 2 settembre 1979 | Porto Rico | – | Giamaica |  |

Porto Rico ritirato, Giamaica qualificato al terzo turno.
| 17 giugno 1979 | Saint Vincent e Grenadine | 2 – 2 | Martinica |  |

| 8 luglio 1979 | Martinica | 0 – 1 | Saint Vincent e Grenadine |  |

Saint Vincent e Grenadine qualificato al secondo turno.
| settembre 1979 | Guadalupa | – | Cuba |  |

| settembre 1979 | Cuba | – | Guadalupa |  |

Risultati ignoti, Guadalupa qualificato al terzo turno.

## Terzo Turno
| Cayenne 4 ottobre 1979 | Trinidad e Tobago | 2 – 0 | Guyana francese |  |

| Cayenne 6 ottobre 1979 | Guyana francese | 0 – 0 | Trinidad e Tobago |  |

Trinidad e Tobago qualificato alla fase finale.
| 27 ottobre 1979 | Haiti | 3 – 0 | Giamaica |  |

| 2 novembre 1979 | Giamaica | 0 – 4 | Haiti |  |

Haiti qualificato alla fase finale.
| 3 settembre 1979 | Saint Vincent e Grenadine | 1 – 1 | Guadalupa |  |

| 14 ottobre 1979 | Guadalupa | 1 – 3 | Saint Vincent e Grenadine |  |

Saint Vincent e Grenadine qualificato alla fase finale.